# 八識
八識是一個佛教術語，識的分類法之一，指的是每一個五根具足的有情眾生身上都有的：眼識、耳識、鼻識、舌識、身識（以上合稱五識）、意識、末那識及阿賴耶識。在佛教學術研究屬於瑜伽行唯識學派護法學系分類。

## 歷史研究
部派佛教時期對心意識三分理論就有了仔細的研討，但被說一切有部列為參考異說。部派佛教時期，多以六識或七心界立說。
大乘經典中，如《般若波羅密多心經》只列出六識。龍樹在《大智度論》中曾提出，佛說六識，意識所緣的諸法都是生滅法，如果存在「我法」的話，應該有第七識去識別它，但是沒有第七識存在，因此無我。
清辯論師等中觀論師只立六識。有人因而認為瑜伽行唯識學派，建立阿賴耶識學說，是用來解決龍樹提出的質難。印順、呂澂、結城令聞與舟橋尚哉等人，認為在龍樹著作中不曾提到阿賴耶識、八識等，認為相關學說在龍樹時代可能尚未出現。
地論宗南道派的法上在解釋《十地經論》中「三種同相智」時，以被認為是生死根本的阿梨耶識為第七識，體現了歷史上曾有個時段，有人不把「意」分立為第六意識和其所依意根即末那識。
隋朝淨影慧遠和唐朝圓測都指出八識說出自《楞伽經》。在《楞伽經》宋譯本中提出八識之名，但沒有細述其內容。至魏譯本時，已明確列出八識的名稱及次序，但沒有進一步解釋其內涵。學術界雖然認可《楞伽經》是最早提出八識說法的經典，但《楞伽經》成立的時間目前未有定論，因此對於八識說法是否本源於《楞伽經》，學界尚有爭議。
在漢譯本《瑜伽師地論》中曾提到八識，但是日本學者舟橋尚哉比較漢譯本與藏譯本，發現藏譯本中只有稱「八」，譯為「八識」，可能是漢地譯經時才加入的。因此瑜伽師地論中，是否曾列出八識，目前仍有爭議。無著作《顯揚聖教論》中，曾提到八識。
隨後，護法論師等人，在《解深密經》的一切種子識、阿賴耶識、阿陀那識等學說基礎上，建立了末那識學說，八識學說於是形成。至《成唯識論》出現後，八識的名稱、次序與內涵，都已確立。明朝時傳有《八識規矩頌》作為成唯識論的入門。

## 分類
八識依照其識的體性，可分為四大類：前五識、第六識(又名意識)、第七識(又名意根、末那識)及第八識(又名如來藏、阿賴耶識)。《注大乘入楞伽經》卷第八：「故舉八識如來藏是剎那非剎那因。然此第八阿賴耶識唯是無覆無記性攝；第七末那唯是有覆無記性攝；前六轉識通善、不善、無記三性。」

### 五識
五識又名為前五識，分別名為眼識、耳識、鼻識、舌識、身識，依於有情的五根所對應的五塵而命名，「根、塵、觸三生識」。眼識了別色塵，耳識了別聲塵，鼻識了別香塵，舌識了別味塵，身識了別觸塵。

### 第六識
第六識又稱為意識，了別法塵。體性為「審而不恒」，能對色、聲、香、味、觸等五塵境界上的法塵做詳細地分析、推理、記憶等。大正藏《瑜伽師地論》卷五十四說：「生起所作者，謂眼色為緣能生眼識，乃至意法為緣能生意識。」也就是說以眼根和色塵為緣才能生起眼識，乃至以意根和法塵為緣才能生起意識，因此前五識和意識都是有生有滅的法，在眠熟(無夢期)、悶絕、正死位、無想定、滅盡定等五位的狀態中都會斷滅，是具足生滅變異之法，所以也一定是緣起之法。
意識不遍一切處、一切界、一切時，與前五識俱起，稱五俱意識，不在五識中；同樣與意根俱起，而不在意根中，以意根為俱有依。在《阿含經》中：「意、法為緣生意識。」，所以意識必須藉著意根、法塵才能生起，為緣起法。既是依眾緣而起之法，則是生滅變異法，就必定是無常法。所以意識不論修到什麼程度、多麼微細，都是三界內的有為法，永遠不離三界。

### 第七識
第七識又稱為意根(十八界中六根之一)或末那識，體性為「恒審思量」。意識覺知心必依之而後方能現起，是意識之根故名意根。主宰意識之思維，由於意根處處作主、時時作主的體性，恆常不斷的普遍計度前六識，於依他起性上不知其妄而起遍計執性，因此導致生死輪迴不斷。

### 第八識
阿賴耶識在許多大乘經典中都有提及，例如：
- 《解深密經》：「廣慧！此識亦名阿陀那識。何以故？由此識於身隨逐執持故，亦名阿賴耶識。」[17]
- 《大乘密嚴經》：「阿賴耶識在於世間亦復如是，無始習氣猶如瀑流，為境界風之所飄動，起諸識浪恒無斷絕。」[18]
- 《楞嚴經》：「如是一類名為空處，諸礙既銷無礙無滅，其中唯留阿賴耶識。」
- 《大乘菩薩藏正法經》：「又當觀念諸有情身，由何所造相續不斷？謂四大種及阿賴耶識，造作執持，薰習功能有無量力。」[19]